# Garett Jones
Pour les articles homonymes, voir Jones.
Garett Jones est un économiste américain travaillant dans les domaines de la macroéconomie, de la politique monétaire, le QI en relation avec la productivité,  les cycles d'activité à court terme et le développement économique. Il est professeur associé à l'université George-Mason, où il est Professeur BB&T en Étude du Capitalisme au Mercatus Center,.

## Carrière universitaire
Jones complète un baccalauréat universitaire en histoire, avec une mineure en sociologie de l'université Brigham-Young en 1992. Il fait un M. P. A. dans les affaires publiques de l'université Cornell en 1993, suivie par un M. A. en science politique de l'université de Californie, Berkeley, en 1994. Jones termine un doctorat en sciences économiques à l'université de Californie, à San Diego en 2000. Après la tenue d'un certain nombre de postes de chercheur et d'autres postes universitaires, Jones rejoint le corps professoral de l'université George-Mason en 2007.

### La recherche sur le QI et son rôle dans la productivité et la croissance économique
Jones commence sa recherche sur le QI, dans un papier avec Schneider, en 2006, qui fait valoir que le QI est statistiquement significatif comme variable explicative de la croissance économique, rejoignant ainsi largement avec la thèse avancée par Richard Lynn et Tatu Vanhanen dans leur livre Le QI et la Richesse des Nations. L'observation principale que Jones fait, et qu'il popularise, est que le QI national a une plus fort pouvoir prédictif de la rémunération individuelle d'une personne que le QI d'un individu seul.
Le travail de recherche de Jones consiste à identifier les mécanismes de causalité par laquelle le QI peut affecter la productivité et la croissance économique au niveau national. Un mécanisme postulé par Jones est que les groupes plus intelligents ont tendance à être meilleurs dans leur capacité à faire respecter les normes de coopération. Jones a utilisé des expériences de laboratoire impliquant le dilemme du prisonnier répété, combiné avec le score SAT des participants pour appuyer cette hypothèse. Jones a également suggéré que la patience et la satisfaction différée pourraient offrir une explication.
Jones a également fait valoir que certains secteurs qui nécessitent une très haute qualité de travail, avec une très faible tolérance de l'erreur, ne peuvent exister et prospérer que si ces secteurs sont accessibles à la population avec un haut QI, parce que, dans ces secteurs, il n'est pas possible de remplacer un seul travailleur haut-QI par plusieurs travailleurs faible-QI et d'atteindre les mêmes résultats. Jones, de manière informelle nomme ces secteurs « O-Ring » contrairement aux secteurs « infaillibles », où un plus grand effectif de personnes avec un faible niveau de productivité peut produire le même résultat que d'un petit effectif de personnes avec une productivité élevée.
Jones offre un résumé de ses recherches et celle d'autres, sur la relation entre le QI et la productivité nationale dans un article pour Le New Palgrave Dictionary of Economics.

### La recherche sur l'argent
Certains travaux de recherche de Jones, ont porté sur le rôle de l'argent, de la politique monétaire, et des mécanismes pour réduire le risque de crise financière,,.

## Publications

### Esprit de ruche
Jones a écrit le livre  Hive Mind: How Your Nation’s IQ Matters So Much More Than Your Own  qui s'appuie sur ses recherches sur la relation entre le QI et la productivité nationale. Il a été publié en novembre 2015 par Stanford University Press.

### Autres
Il est éditeur conseiller du Journal of Neurosciences, de la psychologie et de l'économie. Il a été l'éditeur du livre des Crises bancaires (2016), produit pour Le New Palgrave Dictionary of Economics.

## Apparitions dans les médias
Jones était un blogueur invité EconLog de septembre 2012 à avril 2013. Il a donné son avis sur la politique macroéconomique et les crises financières sur CNBC et dans diverses coupures de presse.

## Critiques
Dans un article écrit pour CounterPunch Ben Norton critique la présentation de Jones 10% Less Democracy: How Less Voting Could Mean Better Governance,.